# Мічурінський (Іскітимський район)
Мічурінський (рос. Мичуринский) — селище в Іскітимському районі Новосибірської області Російської Федерації.
Входить до складу муніципального утворення Мічурінська сільрада. Населення становить 552 особи (2010).

## Історія
Згідно із законом від 2 червня 2004 року органом місцевого самоврядування є Мічурінська сільрада.

## Населення
| 2002 | 2007 | 2010 |
| ---- | ---- | ---- |
| 363  | ↗390 | ↗552 |